# Jodie Grinham

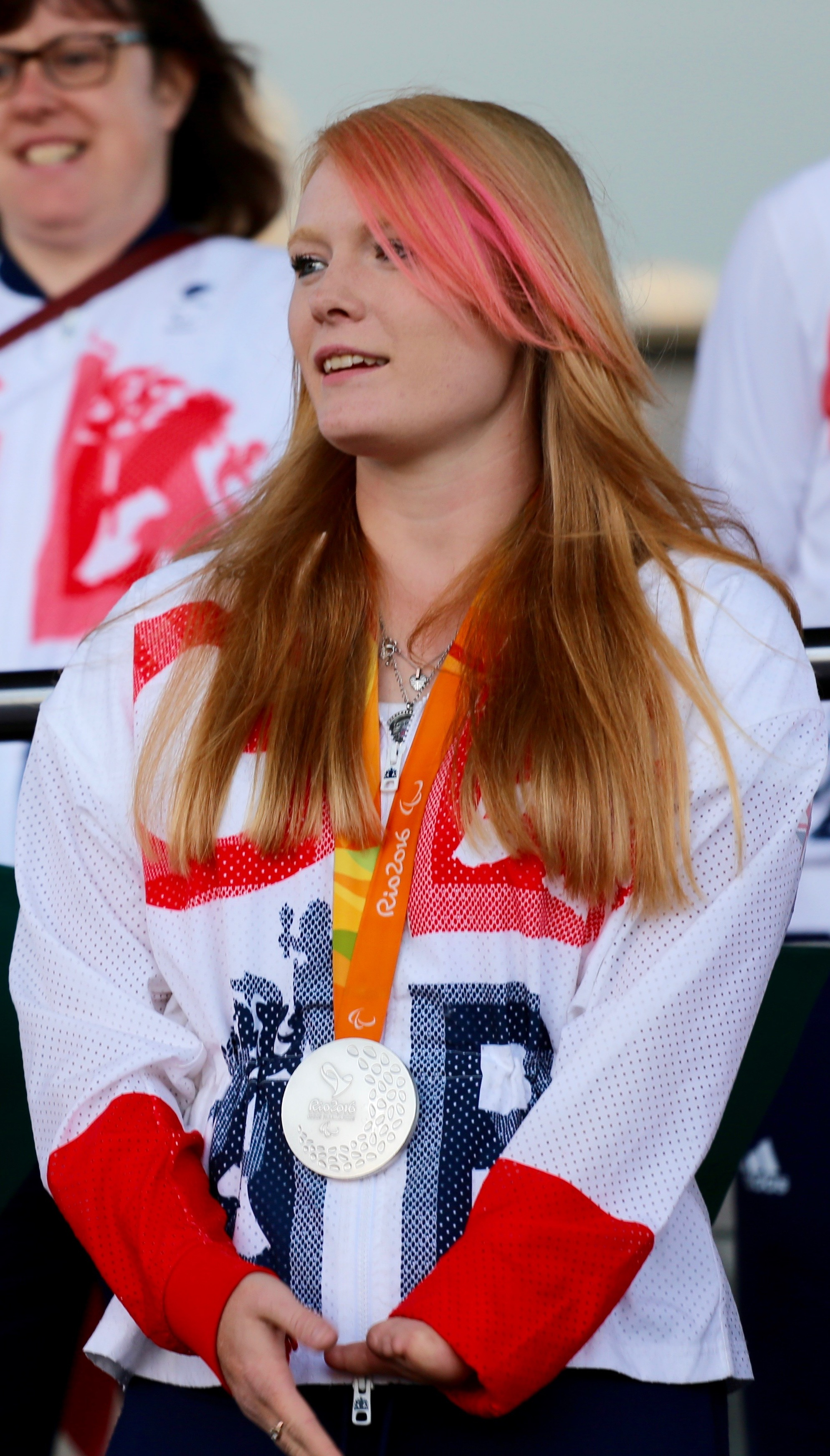
Jodie Grinham (2016)

Jodie Michelle Grinham, MBE (* 26. Juli 1993 in Haverfordwest) ist eine britische Bogenschützin im Behindertensport.

## Leben
Aufgrund der angeborenen Fehlbildung Brachysyndaktylie hat Jodie Grinham einen verkürzten linken Arm, eine unterentwickelte linke Schulter sowie keine Finger und nur einen halben Daumen an der linken Hand. Zusammen mit ihrem Vater entwickelte sie eine spezielle Schießtechnik, die es ihr ermöglicht, den Bogen festzuhalten.
2016 trat Grinham bei den Sommer-Paralympics in Rio an. Dort holte sie beim Compound-Wettbewerb mit John Stubbs im gemischten Doppel die Silbermedaille.
2024 gewann Grinham beim European Para Cup in Tschechien Gold im Compound-Einzel sowie Silber im Doppel mit Phoebe Paterson Pine. Zusammen mit Pine holte sie im gleichen Jahr die Bronzemedaille im Compound-Doppel bei den European Para Championships in Rom.
Bei den Sommer-Paralympics 2024 in Paris wurde Grinham Dritte im Compound-Einzel. Während des Wettbewerbes war sie im siebten Monat schwanger und gewann somit als erste schwangere Athletin eine paralympische Medaille. Sie ist bereits Mutter eines zweijährigen Sohnes.
Jodie Grinham lebt in Crawley. Bevor sie mit dem Bogenschießen begann, studierte sie Rechtswissenschaften. 2025 wurde sie für ihre Verdienste um das Bogenschießen zum Member des Order of the British Empire (MBE) ernannt.